# Lancair Propjet
Lancair Propjet je enomotorno štirisedežno turbopropelersko doma zgrajeno letalo ameriškega proizvajalca Lancair. Večinoma ja zgrajen iz kompozitnih materialov. Poganja ga 750 konjski turbopropelerski Walter M601E. Lancair Propjet je zasnovan na podlagi Lancair IV z batnim motorjem.
Propjet je eno izmed najbolj sposobnih doma zgrajenih letal. Potovalna hitrost na 24000 čevljiv je 325 vozlov, hitrost vzpenjanja pa čez 4000 čevljev na minuto.
Proizvodnja kitov se je končala leta 2012.

## Tehnične specifikacije
Splošne karakteristike
- Posadka: 1
- Število sedežev: 3 potniki (skupaj 4)
- Dolžina: 26 ft (7,92 m)
- Razpon kril: 30 ft 3 in (10,49 m)
- Višina:  ()
- Površina kril: 98 ft² (9,10 m²)
- Teža praznega letala: 2300 lb (1045 kg)
- Uporaben tovor: 1500 lb (682 kg)
- Maks. vzletna teža: 3800 lb (1727 kg)
- Pogon letala: 1 ×  turborpop Walter M601E-11, 750 KM (559 kW)
- Vtikost krila: 9:1
- Propeler: 3-kraki s konstantnimi vrtljaji
- Kapaciteta goriva: 125 gal (standard); 145 galon (opcija)
- Prtljaga: 150 lb (68 kg)
- Širina kabine: 46 in (spredaj); 43 in (zadaj)
- Višina:' 48 in

 Zmogljivost 
- Potovalna hitrost: 325 vozlov (370 mph, 600 km/h) na 24000 ft (7317 m)
- Hitrost porušitve vzgona: 64 kn (74 mph, 120 km/h)
- Doseg: 1216 nmi (1400 mi, 2270 km) z rezervami
- Hitrost vzpenjanja: 7000 ft/min (največ); 4000 ft/min (pri gros teži) ()
- Obremenitev kril: 39 lb/ft² (190,7 kg/m²)
- Razmerje moč/teža: 5,1 KM/lb ()
- Vzletna razdalja: 1200 ft (pri gros teži na nivoju morja)
- Pristajalna razdalja: 1400 ft
- Poraba goriva: 33 gal/h
- G-obremenitev: +3,8, -1,9 g